# Emerson (football, 1985)
Pour les articles homonymes, voir Emerson.
Emerson dos Santos da Silva, plus communément appelé Emerson, est un footballeur brésilien né le 3 mai 1985 à Taguatinga, District fédéral.
Il joue au poste de défenseur central.